# La Guerre civile

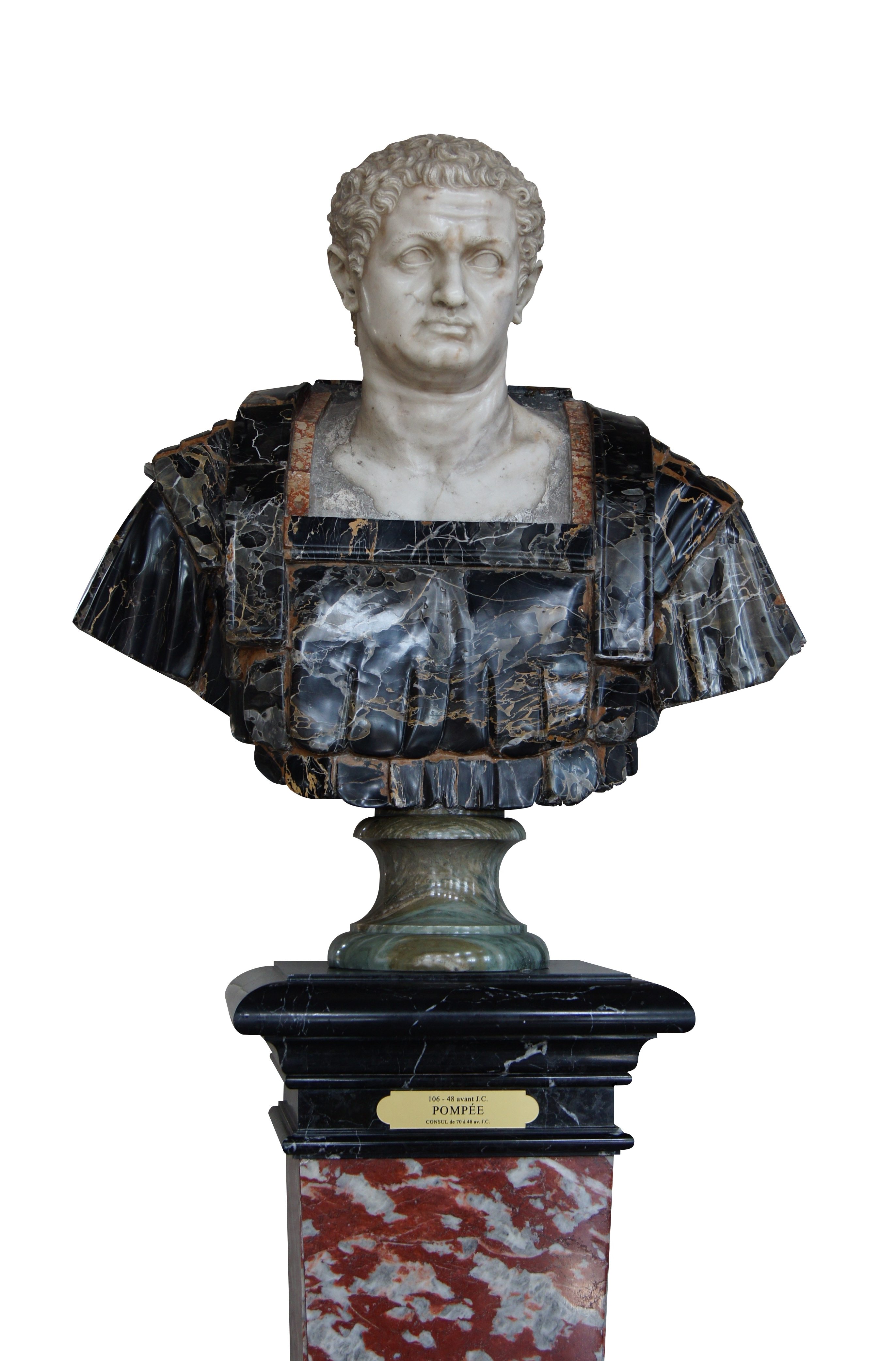
Buste de Pompée

La Guerre civile est une pièce en trois actes d'Henry de Montherlant écrite en 1957. Elle est jouée sous sa forme définitive en 1965. 

## La pièce

### Les personnages
La pièce met en scène Pompée, fort à l'extérieur mais faible à l'intérieur, Caton, un combattant sceptique quant aux capacités de ses supérieurs hiérarchiques, Brutus, un être corrompu, Acilius, « le pur », Domitius, un homme tourmenté en permanence, Laetorius, un bon vivant doublé d'un génie et Fannius, un individu vaniteux. À eux viennent s'ajouter le chœur et la voix de la Guerre civile.  

### L'histoire
L'histoire se déroule durant la guerre civile de l'an 48 avant Jésus-Christ qui oppose Jules César à Pompée. Les divers personnages sont amenés à se défier et à prendre parti pour la cause de l'un ou l'autre camp. 

### Morale
Montherlant critique l'absurdité de la guerre et reprend ouvertement des figures de l'époque romaine. Il s'inspire notamment du théâtre cornélien pour la réalisation de la pièce. 

## Sources et références
1. ↑  « La Guerre civile - Le Manteau d'Arlequin – Théâtre français et du monde entier - GALLIMARD - Site Gallimard », sur www.gallimard.fr (consulté le 27 avril 2018)
2. ↑  « La guerre civile - Henry de Montherlant - Babelio », sur www.babelio.com (consulté le 27 avril 2018)